# 杭州武林国大酒店
杭州武林国大酒店，旧称杭州国大雷迪森广场酒店（Landison Plaza Hotel Hangzhou），位于杭州市体育场路333号（延安路与体育场路交叉口西南侧），坐落于武林广场，毗邻杭州大厦、杭州银泰百货和杭州百货大楼。

## 简介
酒店于1999年12月开业，属浙江国大集团（浙江省属国有控股大型企业集团）雷迪森国际酒店和度假村集团旗下。酒店楼高27层99米，原有285间（套）房间。2008年进行过一次装修。酒店曾荣获中国2010首届“中国饭店金星奖”、“2010-2012年度西博会推荐会展企业”。

### 更名
酒店于2022年6月1日起停业装修，换牌为洲际酒店集团洲至奢选品牌（Vignette Collection）并更名“杭州武林国大酒店”，由HBA公司设计，原计划于2024年重新开业，拥有207间客房和套房。后推迟至2025年开业。